# Nymphaea prolifera
Nymphaea prolifera är en näckrosväxtart som beskrevs av J.H. Wiersema. Nymphaea prolifera ingår i släktet vita näckrosor, och familjen näckrosväxter. Inga underarter finns listade i Catalogue of Life.